# Dịch Cương
Dịch Cương (tiếng Trung giản thể: 易纲; bính âm Hán ngữ: Yì Gāng; sinh ngày 5 tháng 3 năm 1958, người Hán) là chuyên gia kinh tế, chính trị gia nước Cộng hòa Nhân dân Trung Hoa. Ông là Ủy viên dự khuyết Ủy ban Trung ương Đảng Cộng sản Trung Quốc khóa XIX, từng là Phó Bí thư Đảng ủy, Thống đốc Ngân hàng Nhân dân Trung Quốc kiêm Phó Chủ nhiệm Ủy ban Phát triển ổn định tài chính Quốc vụ viện. Ông nguyên là Phó Thống đốc Ngân hàng Nhân dân, Bí thư Đảng tổ, Cục trưởng Cục Quản lý ngoại hối Quốc gia, Phó Chủ nhiệm Văn phòng Tiểu tổ Lãnh đạo tài chính Trung ương Trung Quốc.
Dịch Cương là Đảng viên Đảng Cộng sản Trung Quốc, học vị Tiến sĩ Kinh tế học, học hàm Giáo sư ngành Kinh tế. Ông là chuyên gia kinh tế, chuyên môn về tài chính, tiền tệ, từng du học, giảng dạy ở Hoa Kỳ thời thanh niên rồi quay trở về công tác ở Trung Quốc. Ông có nhiều công trình khoa học nghiên cứu về kinh tế Trung Quốc, cải cách tài chính, tiền tệ trong quá trình hoạt động trước khi trở thành người lãnh đạo ngân hàng trung ương Trung Quốc.

## Xuất thân và giáo dục
Dịch Cương sinh ngày 5 tháng 3 năm 1958 tại thủ đô Bắc Kinh, Cộng hòa Nhân dân Trung Hoa. Năm 1978, ông nhập học Đại học Bắc Kinh, theo học ngành kinh tế, sau đó được Đại học Bắc Kinh chọn làm sinh viên du học, sang thủ phủ Saint Paul của tiểu bang Minnesota, Hoa Kỳ để học chương trình liên kết ở Đại học Hamline năm 1980, tốt nghiệp Cử nhân Nghệ thuật (BA) chuyên ngành Quản trị kinh doanh năm 1982. Ông tiếp tục theo học ở Hoa Kỳ, tại Đại học Illinois, học cao học, tốt nghiệp Thạc sĩ Kinh tế năm 1982, là nghiên cứu sinh bảo vệ luận án tiến sĩ "Stein Estimation and Model Selection", nghiên cứu về phương pháp lựa chọn mô hình thống kê riêng biệt trong ngành kinh tế được phát triển từ nghiên cứu của nhà kinh tế, thống kê Charles M. Stein, nhận bằng Tiến sĩ Kinh tế học năm 1986 tại Đại học Illinois Urbana-Champaign. Trong quá trình giảng dạy ở Hoa Kỳ và Trung Quốc, ông được phong học hàm Giáo sư ngành Kinh tế năm 1994, khi 36 tuổi. Vào ngày 18 tháng 4 năm 2012, Chủ tịch Đại học Indiana Michael A. McRobbie đã trao cho ông bằng tiến sĩ danh dự, biểu dương ông từng là trợ lý giáo sư và phó giáo sư kinh tế tại Viện Đại học Indiana – Đại học Purdue Indianapolis (IUPUI) từ 1986 đến 1994.

## Sự nghiệp

### Giáo dục
Năm 1986, sau khi nhận bằng tiến sĩ ở Hoa Kỳ, Dịch Cương bắt đầu sự nghiệp ngành giáo dục khi được nhận vào nghiên cứu, giảng dạy và là trợ lý giáo sư ở Khoa Kinh tế, Đại học Indiana tại Bloomington, liên kết Viện Đại học Indiana – Đại học Purdue Indianapolis và Đại học Purdue. Giai đoạn này, ông tham gia hoạt động với cộng đồng du học sinh, là Chủ tịch Hiệp hội sinh viên và học giả Trung Quốc, Hiệp hội các nhà kinh tế Trung Quốc ở Đại học Indiana. Ông nhận chức danh phó giáo sư nhiệm kỳ từ 1992 ở Đại học Indiana. Năm 1994, ông trở về Trung Quốc, tham gia thành lập Trung tâm Nghiên cứu Kinh tế Trung Quốc của Đại học Bắc Kinh cùng nhà kinh tế Lâm Nghị Phu, Trương Duy Nghênh, Du Minh Đức và Văn Hải, làm việc tại đây với chức danh giáo sư, chức vụ Phó Chủ nhiệm Trung tâm Nghiên cứu Kinh tế Trung Quốc, đồng thời hướng dẫn nghiên cứu sinh tiến sĩ. Trong những năm nghiên cứu và giảng dạy, Dịch Cương đã đăng tải và xuất bản hơn 40 bài báo bằng tiếng Trung và 20 bài báo học thuật bằng tiếng Anh trên các tạp chí kinh tế như Journal of Econometrics, China Economic Review, Comparative Economic Studies, Scandinavian Journal of Statistics. Ông là tác giả của nhiều cuốn sách và từng là cố vấn cho nhiều tạp chí, gồm các tạp chí đã đăng tải và một số tạp chí kinh tế khác như Economic Theory, Journal of Asian Economics. Ông cũng là thành viên ban biên tập tạp chí China Economic Review và Journal of Asian Economics.
Trong hoạt động khoa học, Dịch Cương quan tâm về kinh tế lượng, ngân hàng, tiền tệ và tài chính quốc tế, tham gia nghiên cứu về nền kinh tế Trung Quốc trong nhiều năm, nhất là giai đoạn cải cách kinh tế Trung Quốc. Ông xuất bản các công trình nghiên cứu như: mô hình lý thuyết về tiền tệ hóa đã được đưa ra để giải thích tại sao tốc độ tăng trưởng tiền tệ trong quá trình cải cách của Trung Quốc lại lớn hơn nhiều so với tốc độ tăng trưởng của tổng sản phẩm quốc nội (GDP), cùng tốc độ lạm phát năm 1991; cơ chế cung ứng tiền tệ Trung Quốc, hàm cầu tiền tệ 1992–1993. Từ năm 1994, ông đã tham gia vào dự án nghiên cứu về kế hoạch tài chính của Trung Quốc do Ngân hàng Thế giới và Ngân hàng Nhân dân Trung Quốc tổ chức, chịu trách nhiệm nghiên cứu về nhu cầu tiền tệ và khả năng tiền tệ hóa, thảo luận về mối quan hệ giữa cải cách tài chính và các cải cách lĩnh vực khác. Về cơ cấu ngân hàng, ông tham gia điều tra vai trò của chi nhánh cấp một và chi nhánh cấp hai ở trung ương và địa phương của Ngân hàng Nhân dân Trung Quốc trong việc kiểm soát vĩ mô. Năm 1996, ông tiến hành phân tích toàn diện cơ cấu tài sản tài chính của Trung Quốc, đồng thời thảo luận về mối quan hệ và chiến lược phát triển thị trường tiền tệ và thị trường vốn, phân tích và so sánh toàn diện hệ thống ngân hàng ở Nhật Bản, Đức và Hoa Kỳ.

### Ngân hàng Trung Quốc

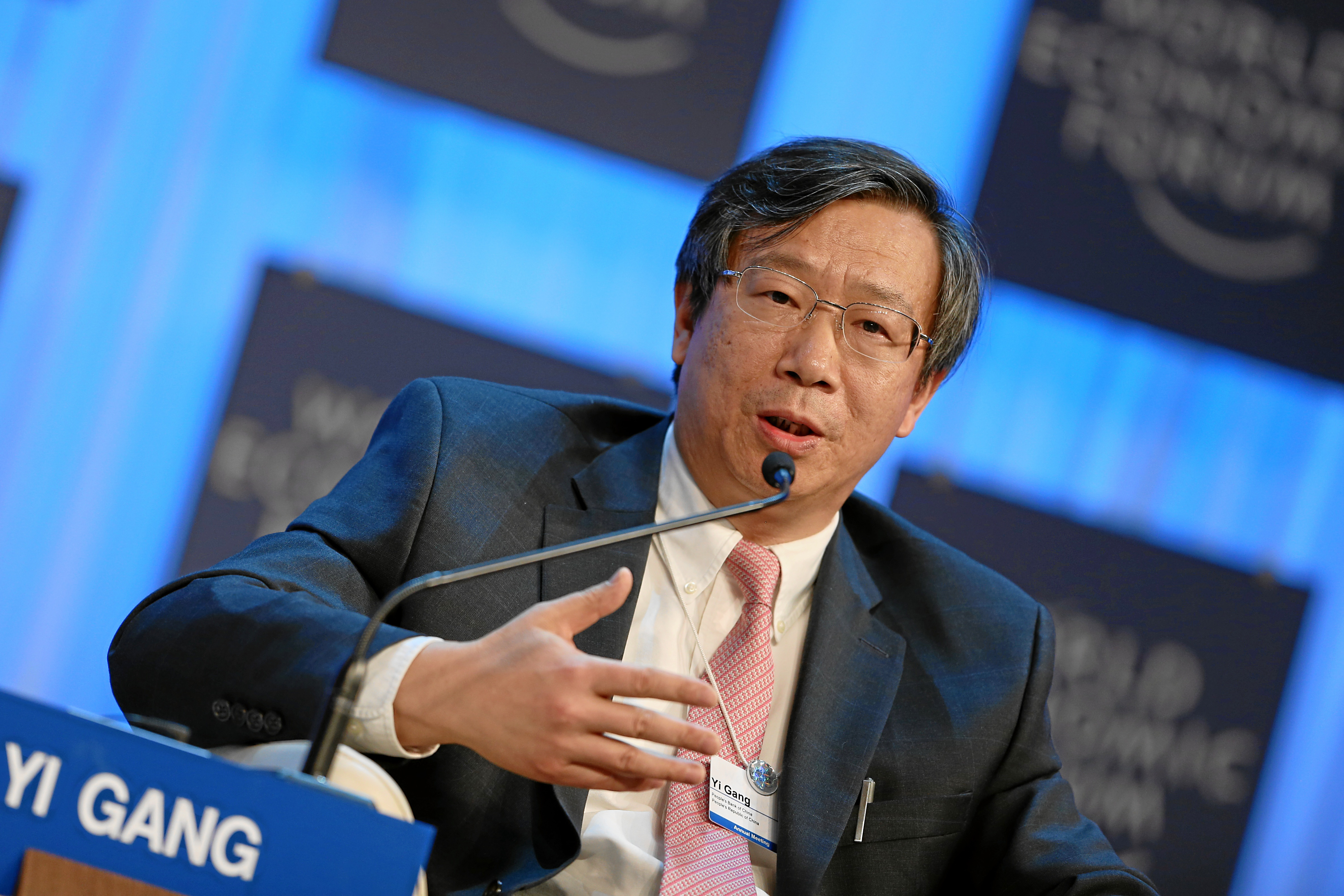
Dịch Cương tại Diễn đàn Kinh tế thế giới, 2013.

Năm 1997, Dịch Cương bắt đầu giai đoạn mới ở cơ quan Đảng, Nhà nước khi được bổ nhiệm làm Phó Thư ký trưởng Ủy ban Chính sách tiền tệ, Ngân hàng Nhân dân Trung Quốc. Năm 2002, ông được thăng chức làm Thư ký trưởng cấp chính sảnh, địa, kiêm Phó Ty trưởng Ty Chính sách tiền tệ. Ông nhậm chức Ty trưởng Ty Chính sách tiền tệ từ tháng 10 năm 2003. Tháng 7 năm 2004, ông được điều vào làm Ủy viên Đảng ủy Ngân hàng Nhân dân, bổ nhiệm làm Trợ lý Thống đốc Chu Tiểu Xuyên. Từ tháng 9 năm 2006 đến tháng 10 năm 2007, ông kiêm nhiệm là Bí thư Đảng ủy, Chủ nhiệm Ban Quản lý kinh doanh của Ngân hàng Nhân dân, đồng thời cũng là Chủ nhiệm Ban Quản lý ngoại hối Bắc Kinh của Cục Quản lý ngoại hối Quốc gia. Năm 2008, ông là chuyên gia tham gia Diễn đàn Tài chính Trung Quốc số 40 (CF40) cũng nhiều nhà kinh tế nổi tiếng Đông Á như Chu Dân, Tưởng Siêu Lương, Lâm Nghị Phu.

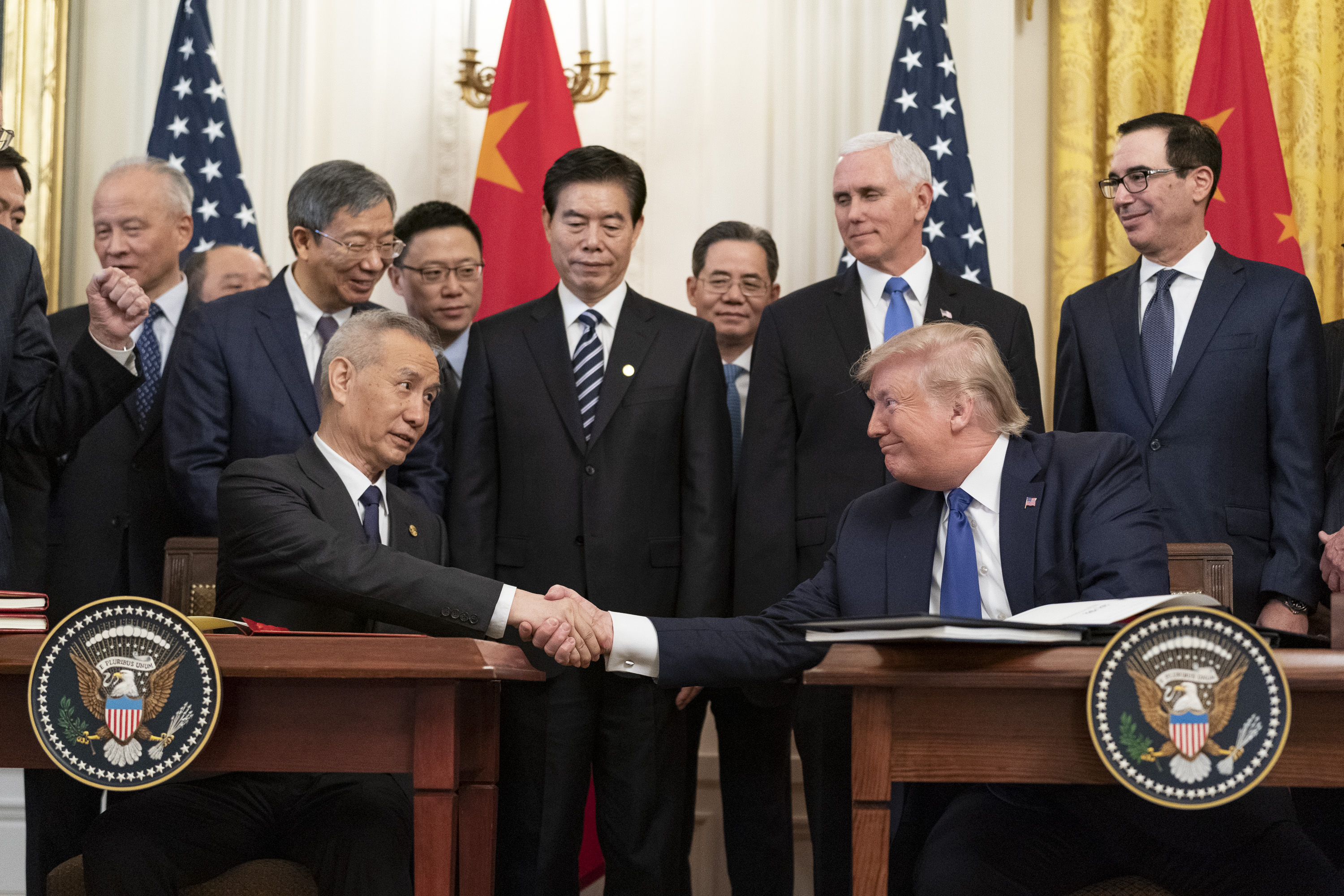
Dịch Cương (đứng sau Lưu Hạc) trong phiên đàm phán thỏa thuận giữa Lưu Hạc và Donald Trump năm 2020.

Tháng 12 năm 2007, Tổng lý Quốc vụ viện Ôn Gia Bảo bổ nhiệm Dịch Cương làm Phó Thống đốc Ngân hàng Nhân dân Trung Quốc, cấp phó tỉnh, bộ, phân công kiêm nhiệm làm Bí thư Đảng tổ, Cục trưởng Cục Quản lý ngoại hối Quốc gia từ tháng 7 năm 2009. Ông được miễn nhiệm chức vụ cục trưởng, kế nhiệm bởi Phan Công Thắng vào năm 2015. Từ tháng 7 năm 2013 đến tháng 3 năm 2018, ông là Phó Chủ nhiệm Văn phòng Tiểu tổ Lãnh đạo tài chính Trung ương Trung Quốc. Ngày 27 tháng 3 năm 2016, ông được bổ nhiệm làm Phó Bí thư Đảng ủy Ngân hàng Nhân dân, Phó Thống đốc. Tháng 10 năm 2017, ông tham gia đại hội đại biểu toàn quốc, được bầu làm Ủy viên dự khuyết Ủy ban Trung ương Đảng Cộng sản Trung Quốc khóa XIX tại Đại hội Đảng Cộng sản Trung Quốc lần thứ 19. Ngày 19 tháng 3 năm 2018, tại kỳ họp thứ nhất của Đại hội Đại biểu Nhân dân toàn quốc khóa XIII, dưới sự đề nghị của Tổng lý Lý Khắc Cường, Dịch Cương được phê chuẩn bổ nhiệm làm Thống đốc Ngân hàng Nhân dân Trung Quốc, phối hợp lãnh đạo ngân hàng với Bí thư Đảng ủy Quách Thụ Thanh. Tính tới thời điểm này, ông có hơn 20 năm công tác, hơn 10 năm là Phó Thống đốc Ngân hàng Nhân dân.
Trong thời kỳ công tác ở ngân hàng trung ương, Dịch Cương là đại diện của Trung Quốc tham gia kỳ họp của Quỹ Tiền tệ Quốc tế (IMF) và Ngân hàng Thế giới ở Washington, D.C., đàm thảo với Thống đốc Ngân hàng Trung ương Anh Mark Carney. Các cuộc họp diễn ra với vấn đề là đồng nhân dân tệ lần đầu tiên được đưa vào giỏ tiền tệ quốc tế của IMF, đưa đồng tiền này vào danh sách các đồng tiền quy đổi của quyền rút vốn đặc biệt (SDR) cùng với euro, bảng Anh, yên Nhật, đô la Mỹ từ ngày 1 tháng 10 năm 2016. Ngày 4 tháng 7 năm 2018, ông được phân công kiêm nhiệm làm Phó Chủ nhiệm Ủy ban Phát triển ổn định tài chính Quốc vụ viện, hỗ trợ Phó Tổng lý Lưu Hạc. Vào tháng 1 năm 2019, ông và Lưu Hạc đã đến thăm Hoa Kỳ để tham gia các cuộc đàm phán nhằm giải quyết tranh chấp của chiến tranh thương mại Hoa Kỳ – Trung Quốc, và gặp gỡ Tổng thống Hoa Kỳ Donald Trump.

## Công trình khoa học
Dịch Cương đăng tải và xuất bản nhiều công trình khoa học về kinh tế tại các tạp chí, nhà xuất bản lớn trên thế giới, có thể kể tới các tác phẩm nổi tiếng, được biết đến và trích dẫn trong nhiều công trình khác:

### Tiếng Anh
- Yi, Gang (1986), Stein Estimation and Model Selection (PDF), University of Illinois at Urbana-Champaign. (UMI)AAI8623444.
- Yi, G (Eds), (1991), Special issue of China Economic Review: Chinese Economic Reform: Retrospect and Contemplation, JAI Press, Greenwich, Connecticut.
- Yi, G (1994) Money, Banking, and Financial Markets in China, Westview Press, Boulder and Oxford.[23]
- Yi, G.; Weiying Zhang; Fulin Chi (1994), A Survey on Economic Transition in China, forthcoming, Oxford University Press.

### Tiếng Trung
- Dịch Cương (chủ biên, 1995),《经济学与中国经济改革》，上海人民出版社.[24]
- Dịch Cương (1996),《中国的货币、银行和金融市场：1984–1993》，上海人民出版社.
- Dịch Cương (1997),《现代经济学管理学教科书系列》 (与海闻主编)， 上海人民出版社.
- Dịch Cương (1999),《宏观政策调整与坚持市场取向》，北京大学出版社.
- Dịch Cương (2000),《1998–2000中国通货紧缩研究》，北京大学出版社.
- Dịch Cương (2003),《中国的货币化进程》，商务印书馆.
- Dịch Cương; Hàn Bình (2007),《中国人民银行营业管理部（2006年调研报告选编）》，中国经济出版社.
- Dịch Cương; Trương Phàm (2008),《宏观经济学》，中国人民大学出版社.
- Dịch Cương (2009),《中国金融改革思考路》，商务印书馆.